# 7125 Ейтародате
7125 Ейтародате (7125 Eitarodate) — астероїд головного поясу, відкритий 7 лютого 1991 року.
Тіссеранів параметр щодо Юпітера — 3,509.